# Hans Pfeiffer (Physiker)
Hans-Christian Pfeiffer (* 7. Januar 1937 in Krumhermsdorf; † 15. November 2022 in Carmel Valley) war ein deutscher Physiker.
Meist Hans Pfeiffer oder Hans C. Pfeiffer zitiert.
Pfeiffer wuchs in Berlin auf und studierte Physik an der TU Berlin, an der er 1964 seinen Abschluss als Diplom-Ingenieur erhielt und 1967 bei Hans Boersch promoviert wurde mit einer Arbeit über Elektronenstrahlen (Dissertation: Wechselwirkung freier Elektronen mit Licht). 1968 ging er zu IBM an das Entwicklungslabor in San José. Dort entwickelte er die ersten industriellen Elektronenstrahl-Lithographiesysteme mit geformten Elektronenstrahlen und erfand Character Projection (CP). Im weiteren Verlauf seiner Karriere bei IBM zog er nach Ridgefield in Connecticut, war an der East Fishkill Facility von IBM in Hopewell Junction, New York, und entwickelte weitere Generationen von Hochleistungs-Elektronenstrahl-Lithographie-Geräte mit hohem Durchsatz.
2002 ging er bei IBM in den Ruhestand und zog in die Gegend von Monterey.
1985 wurde er IBM Fellow. Er war Mitglied der IBM Academy of Technology.